# Hubàrdids
Els  hubàrdids (Hubbardiidae) són una família d'aràcnids, superficialment semblant a les aranyes. És la més gran de les dues supervivents de l'ordre, Schizomida, i està subdividida en dues subfamílies. La família es basa en la descripció publicada per Orator F. Cook el 1899, havent-se dit prèviament Schizomidae.

## Taxonomia
La classificació de la família inclou 28 gèneres. Set d'ells es troben a Austràlia, dels quals cinc es troben enlloc més: Draculoides, Julattenius, Notozomus, Attenuizomus i Brignolizomus. Cinc es troben a Mèxic, tres dels quals són endèmics (Pacal, Mayazomus i Sotanostenochrus).
Seguidament hi ha una llista de gèneres dividida en dues subfamílies:
- Subfamília Megaschizominae Rowland, 1973
  - Megaschizomus Lawrence, 1969

- Subfamília Hubbardiinae Cook, 1899

- Adisomus Cokendolpher i Reddell, 2000
- Afrozomus Reddell i Cokendolpher, 1995
- Anepsiozomus Harvey, 2001
- Antillostenochrus Armas i Teruel, 2002
- Apozomus Harvey, 1992
- Artacarus Cook, 1899
- Attenuizomus Harvey, 2000
- Bamazomus Harvey, 1992
- Brignolizomus Harvey, 2000
- Burmezomus Bastawade, 2004
- Clavizomus Reddell i Cokendolpher, 1995
- Cokendolpherius Armas, 2002
- Cubazomus Reddell i Cokendolpher, 1995
- Draculoides Harvey, 1992
- Enigmazomus Harvey, 2006
- Guanazomus Teruel i Armas, 2002
- Hansenochrus Reddell i Cokendolpher, 1995
- Hubbardia Cook, 1899
- Javazomus Reddell i Cokendolpher, 1995
- Julattenius Harvey, 1992
- Luisarmasius Reddell i Cokendolpher, 1995
- Mahezomus Harvey, 2001
- Mayazomus Reddell i Cokendolpher, 1995
- Neozomus Reddell i Cokendolpher, 1995
- Notozomus Harvey, 1992
- Oculozomus Reddell i Cokendolpher, 1995
- Orientzomus Cokendolpher i Tsurusaki, 1994
- Ovozomus Harvey, 2001
- Piaroa Villarreal, Giupponi i Tourinho, 2008
- Pacal Reddell i Cokendolpher, 1995
- Reddellzomus Armas, 2002
- Rowlandius Reddell i Cokendolpher, 1995
- Schizomus Cook, 1899
- Secozomus Harvey, 2001
- Sotanostenochrus Reddell i Cokendolpher, 1991
- Stenochrus Chamberlin, 1922
- Stenoschizomus González-Sponga, 1997
- Stewartpeckius Reddell i Cokendolpher, 1995
- Surazomus Reddell i Cokendolpher, 1995
- Tayos Reddell i Cokendolpher, 1995
- Trithyreus Kraepelin, 1899
- Troglocubazomus Teruel, 2003
- Wayuuzomus Armas i Colmenares, 2006
- Zomus Reddell i Cokendolpher, 1995